# Spogostylum turkmenicola
Spogostylum turkmenicola är en tvåvingeart som först beskrevs av Paramonov 1957.  Spogostylum turkmenicola ingår i släktet Spogostylum och familjen svävflugor. Inga underarter finns listade i Catalogue of Life.